# Magnolia caricifragrans
Espèce
Synonymes
- Talauma  caricifragrans Lozano

Statut de conservation UICN

 EN A2acd+4acd : En danger
Magnolia caricifragrans est une espèce de plantes à fleurs de la famille des Magnoliacées. C'est un arbre endémique de Colombie.

## Description
C'est un arbre.

## Répartition et habitat
Cette espèce est présente entre 1 800 et 2 900 m d'altitude dans l'est de la Colombie.